# Atea
Atea. Dosłownie światło. Jedno z imion polinezyjskiego boga nieba Rangiego. W początkowej fazie stworzenia świata Rangi i Papa (ziemia) zostali siłą rozdzieleni przez swe zbuntowane dzieci.